# Česká národní fotbalová liga 1979/1980
V soubojích 11. ročníku České národní fotbalové ligy 1979/80 se utkalo 16 týmů po dvou skupinách dvoukolovým systémem podzim – jaro.

## Skupina A
Zdroj: 
| Poř. | Tým                                 | Z  | V  | R  | P  | VG | OG | B  |
| ---- | ----------------------------------- | -- | -- | -- | -- | -- | -- | -- |
| 1.   | TJ Sklo Union Teplice               | 30 | 19 | 8  | 3  | 60 | 18 | 46 |
| 2.   | TJ LIAZ Jablonec nad Nisou          | 30 | 16 | 7  | 7  | 50 | 27 | 39 |
| 3.   | TJ Dynamo České Budějovice          | 30 | 12 | 7  | 11 | 38 | 30 | 31 |
| 4.   | TJ Poldi SONP Kladno                | 30 | 12 | 7  | 11 | 37 | 33 | 31 |
| 5.   | TJ DP Xaverov                       | 30 | 11 | 9  | 10 | 43 | 40 | 31 |
| 6.   | TJ ČKZ Rakovník                     | 30 | 12 | 6  | 12 | 42 | 48 | 30 |
| 7.   | TJ Vagonka Česká Lípa               | 30 | 9  | 11 | 10 | 36 | 56 | 29 |
| 8.   | VTJ Tachov                          | 30 | 10 | 8  | 12 | 54 | 49 | 28 |
| 9.   | TJ Baník UD Příbram                 | 30 | 11 | 6  | 13 | 41 | 45 | 28 |
| 10.  | TJ VTŽ Chomutov                     | 30 | 11 | 6  | 13 | 39 | 43 | 28 |
| 11.  | TJ Spartak Armaturka Ústí nad Labem | 30 | 8  | 12 | 10 | 40 | 49 | 28 |
| 12.  | TJ Auto Škoda Mladá Boleslav        | 30 | 10 | 7  | 13 | 36 | 39 | 27 |
| 13.  | TJ Slovan Liberec                   | 30 | 11 | 5  | 14 | 25 | 30 | 27 |
| 14.  | TJ Kovostroj Děčín                  | 30 | 11 | 5  | 14 | 40 | 47 | 27 |
| 15.  | TJ Spartak BS Vlašim                | 30 | 11 | 5  | 14 | 48 | 55 | 27 |
| 16.  | VTJ Žatec                           | 30 | 8  | 7  | 15 | 31 | 51 | 23 |

Poznámky:
- Z = Odehrané zápasy; V = Vítězství; R = Remízy; P = Prohry; VG = Vstřelené góly; OG = Obdržené góly; B = Body

|  | Postup do baráže o 1. československá fotbalová liga 1980/1981 |
|  | Sestup do Divize A 1980/81                                    |
|  | Sestup do Divize B 1980/81                                    |

## Skupina B
Zdroje: 
| Poř. | Tým                           | Z  | V  | R  | P  | VG | OG | B  |
| ---- | ----------------------------- | -- | -- | -- | -- | -- | -- | -- |
| 1.   | TJ Spartak ZVÚ Hradec Králové | 30 | 16 | 6  | 8  | 56 | 34 | 38 |
| 2.   | TJ Vítkovice                  | 30 | 14 | 10 | 6  | 43 | 24 | 38 |
| 3.   | TJ Sigma ZTS Olomouc          | 30 | 12 | 9  | 9  | 47 | 38 | 33 |
| 4.   | TJ Slezan Frýdek-Místek       | 30 | 10 | 12 | 8  | 34 | 38 | 32 |
| 5.   | TJ TŽ Třinec                  | 30 | 11 | 8  | 11 | 53 | 42 | 30 |
| 6.   | TJ VOKD Poruba                | 30 | 10 | 10 | 10 | 33 | 29 | 30 |
| 7.   | TJ VP Frýdek-Místek           | 30 | 11 | 8  | 11 | 44 | 42 | 30 |
| 8.   | TJ Gottwaldov                 | 30 | 12 | 6  | 12 | 40 | 41 | 30 |
| 9.   | TJ ŽD Bohumín                 | 30 | 14 | 2  | 14 | 42 | 50 | 30 |
| 10.  | TJ Ostroj Opava               | 30 | 10 | 8  | 12 | 31 | 32 | 28 |
| 11.  | VTJ Tábor                     | 30 | 9  | 10 | 11 | 29 | 34 | 28 |
| 12.  | TJ ČSAD Benešov               | 30 | 9  | 10 | 11 | 27 | 40 | 28 |
| 13.  | TJ KPS Brno                   | 30 | 9  | 9  | 12 | 34 | 30 | 27 |
| 14.  | TJ VCHZ Pardubice             | 30 | 10 | 7  | 13 | 26 | 38 | 27 |
| 15.  | TJ NHKG Ostrava               | 30 | 9  | 9  | 12 | 29 | 50 | 27 |
| 16.  | TJ Kolín                      | 30 | 9  | 6  | 15 | 38 | 43 | 24 |

Poznámky:
- Z = Odehrané zápasy; V = Vítězství; R = Remízy; P = Prohry; VG = Vstřelené góly; OG = Obdržené góly; B = Body

|  | Postup do baráže o 1. československá fotbalová liga 1980/1981 |
|  | Sestup do Divize D 1980/81                                    |
|  | Sestup do Divize C 1980/81                                    |

## Soupisky mužstev

### TJ Ostroj Opava
Jiří Balcar (-/0/-),
Jiří Berousek (-/0/-),
Josef Kružberský (-/0/-) –
Miroslav Beinhauer (-/1)
Milan Břenek (-/3),
Ladislav Derych (-/0),
Jiří Knopp (-/6),
Zdeněk Knopp (-/0),
Pavel Kolář (-/0),
Josef Kotík (-/0),
František Metelka (-/4),
Petr Ondrášek (-/0),
Jindřich Pardy (-/1),
Herbert Pavera (-/0),
Emil Peterek (-/1),
Václav Poledník (-/3),
Jiří Pospěch (-/2),
Pavel Poštulka (-/2),
Jaroslav Rovňan (-/2),
Petr Skoumal (-/1),
Jiří Stanovský (-/3),
Oldřich Šafránek (-/2),
Dušan Škrobánek (-/0),
Stanislav Vyletěk (-/0),
Josef Wolf (-/0) –
trenér Petr Hudec, asistent Vilém Hrbáč

## Baráž o postup do I. ligy
TJ Spartak ZVÚ Hradec Králové – TJ Sklo Union Teplice 1:0 (1:0), hráno v úterý 10. června 1980 v Hradci Králové.

TJ Sklo Union Teplice – TJ Spartak ZVÚ Hradec Králové 1:1 (0:0), hráno v pondělí 16. června 1980 v Teplicích.
Do I. ligy postoupil tým TJ Spartak ZVÚ Hradec Králové